# Piaskowice (Zgierz)
Piaskowice (dawn. Pieskowice) – dawniej samodzielna wieś, od 1988 część miasta Zgierza w województwie łódzkim, w powiecie zgierskim. Leży w zachodniej części Zgierza, w rejonie ulicy Piaskowice.
Wchodzi w skład osiedla Piaskowice-Aniołów, stanowiącego jednostkę pomocniczą gminy Zgierz.

## Historia
Dawniej samodzielna miejscowość. Od 1867 w gminie Nakielnica; pod koniec XIX wieku liczyła 99 mieszkańców. W okresie międzywojennym należała do powiatu łódzkiego w woj. łódzkim. W 1921 roku wieś Piaskowice liczyła 150 mieszkańców a kolonia Piaskowice 281. 27 marca 1924 zniesiono gminę Nakielnica, a Piaskowice włączono do gminy Brużyca Wielka. 1 września 1933 Piaskowice utworzyły gromadę w granicach gminy Brużyca Wielka. Podczas II wojny światowej włączono do III Rzeszy.
Po wojnie Piaskowice powróciły do powiatu łódzkiego woj. łódzkim jako jedna z 20 gromad gminy Brużyca Wielka. W związku z reorganizacją administracji wiejskiej jesienią 1954, Piaskowice weszły w skład nowej gromady Brużyca Wielka (oprócz wsi Piaskowice-Pieńki i części kolonii Piaskowice od granic wschodnich Starej Wsi Piaskowice, które włączono do Zgierza). W 1971 roku ludność wsi wynosiła 93.
Od 1 stycznia 1973 w gminie Aleksandrów Łódzki. W latach 1975–1987 miejscowość należała administracyjnie do województwa łódzkiego.
1 stycznia 1988 Piaskowice (124,87 ha) włączono do Zgierza.